# Will Quadflieg
Will Quadflieg (15 de septiembre de 1914 - 27 de noviembre de 2003) fue un actor teatral, cinematográfico y televisivo alemán. Entre 1952 y 1959 encarnó a Jedermann en el Festival de Salzburgon; fue notable su actuación en la obra de Johann Wolfgang von Goethe Fausto, representada en 1957, en la cual encarnó al personaje del título acompañando a Gustaf Gründgens como Mefistófeles, interpretando ambos en 1960 una adaptación al cine de la obra.

## Biografía
Nacido en Oberhausen, Alemania, su nombre completo era Friedrich Wilhelm Quadflieg. Su padre era el inspector Franz Quadflieg, y su madre Maria Schütz. En sus primeros años de estudios, Quadflieg ya tomó clases de interpretación, estudiando más adelante con Vera Prellwitz en Mülheim an der Ruhr. Tras graduarse de sus estudios secundarios en 1933, fue alumno del Theater Oberhausen, entonces una pequeña sala municipal en la que se representaban operetas, entre otros espectáculos. Su debut llegó con el papel de Weyland en la opereta Friederike, de Franz Lehár. Tras actuar en Gießen, Gera, Düsseldorf (con Walter Bruno Iltz) y Heidelberg, en 1936 llegó a Berlín, continuando su carrera en el Volksbühne con Eugen Klöpfer, y en el Teatro Schiller con Heinrich George, consolidando así su conocida trayectoria teatral.
Quadflieg colaboró de manera parcial con el régimen Nazi. Aunque no compartió sus ideas políticas, disfrutó de ventajas por su actividad teatral, no siendo forzado a realizar el servicio militar. Sin embargo, colaboró en dos películas de propaganda, algo que más adelante lamentaba. Quadflieg fue uno de los pocos artistas que tras la Segunda Guerra Mundial hizo autocrítica y pidió la reconciliación; aún con edad avanzada, formó parte del movimiento pacifista y de Alianza 90/Los Verdes. Según él, su mayor error en la época nazi fue llevar una vida privada sin ocuparse de manera suficiente de los acontecimientos políticos que le rodeaban. Quadflieg fue también miembro del Partido Ser Humano, Medio Ambiente y Protección de los Animales.
Durante el restablecimiento de las artes teatrales en Hamburgo, Quadflieg fue contratado en 1947 por el Deutsches Schauspielhaus, así como en el Schauspielhaus Zürich, actuando en el Festival de Salzburgo en la obra Jedermann, de Hugo von Hofmannsthal. Desde 1956 a 1962 trabajó bajo la dirección de Gustaf Gründgens. Tuvo un gran éxito interpretando el papel del título en Fausto, de Johann Wolfgang Goethe, en 1957. En 1964 hizo el papel principal en Macbeth, de Shakespeare, obra representada en el Burgtheater de Viena.
En los años 1960 y 1970 trabajó en diferentes obras teatrales, colaborando con el director Rudolf Noelte. Así, fue Alceste en la pieza de Moliere El misántropo y Thomas Paine en la de Georg Büchner Dantons Tod, actuando así mismo en la obra escrita por Gerhart Hauptmann Michael Kramer. A partir de 1983 trabajó con frecuencia en el Teatro Thalia de Hamburgo (especialmente bajo la dirección de Jürgen Flimm), local en el cual actuó hasta su muerte.
Will Quadflieg se centró en sus inicios en personajes clásicos, tales como Romeo, Hamlet, Otelo, Macbeth, Fausto, Mefistófeles, Torquato Tasso, Don Carlos y Nathan el Sabio, mientras que en años posteriores se centró en autores contemporáneos, igualmente exitosos, entre los cuales figuraban Jean-Paul Sartre, John Osborne o Botho Strauss. Además, Quadflieg actuó en recitales y trabajó como conferenciante. 
Aunque siempre permaneció conectado con el mundo teatral, también fue actor cinematográfico y televisivo, siendo muy conocida su participación en Der große Bellheim, emisión televisiva en cuatro partes, trabajando así mismo en diferentes producciones del género criminal. 
Para el sello discográfico Deutsche Grammophon, Quadflieg leyó desde los años 1960 poemas y obras literarias, como fue el caso de El principito y El lobo estepario, convirtiéndose así  en pionero del audiolibro. En los años 1980, Quadflieg fue narrador en la exitosa serie radiofónica Wir entdecken Komponisten, divulgando sobre compositores como Johannes Brahms, Ludwig van Beethoven y Johann Sebastian Bach.
Desde 1940 a 1963, el actor estuvo casado con la sueca Benita von Vegesack (1917-2011), y el mismo año de su divorcio se casó con la actriz Margarete Jacobs (nacida en 1936). Con su primera esposa tuvo cinco hijos: Isolde (1940), Lars (1942), el actor Christian Quadflieg (1945), Manuel (1948-1981) y la artista gráfica y escritora Roswitha Quadflieg (1949). De una relación sentimental con la actriz Margot Trooger nació la actriz Sabina Trooger en 1955.
Will Quadflieg pasó sus últimos años en su casa en Osterholz-Scharmbeck, Alemania, falleciendo a causa de un tromboembolismo pulmonar en un hospital de dicha población en el año 2003. Tenía 89 años de edad. Fue enterrado en el Cementerio Werschenrege.

## Filmografía
- 1938 : Der Maulkorb
- 1940 : Das Herz der Königin
- 1940 : Kora Terry
- 1941 : Mein Leben für Irland
- 1942 : Schicksal
- 1942 : Der große Schatten
- 1942 : GPU
- 1944 : Philharmoniker
- 1944 : Die Zaubergeige
- 1945 : Solistin Anna Alt
- 1950 : Die Lüge
- 1951 : Schwarze Augen
- 1951 : Das ewige Spiel
- 1951 : Die tödlichen Träume
- 1952 : Die Försterchristl
- 1953 : Moselfahrt aus Liebeskummer
- 1953 : Vergiß die Liebe nicht
- 1955 : Lola Montès
- 1955 : San Salvatore
- 1958 : Jedermann (TV)
- 1960 : Faust
- 1960 : Ein Monat auf dem Lande (TV)
- 1961 : Rosmersholm (TV)
- 1962 : Annoncentheater – Ein Abendprogramm des deutschen Fernsehens im Jahre 1776 (TV)
- 1966 : Die Fliegen (TV)
- 1970 : Dem Täter auf der Spur, episodio Puppen reden nicht (serie TV)
- 1973 : Der Sieger von Tambo (TV)
- 1975 : Der Kommissar, episodio Warum es ein Fehler war, Beckmann zu erschießen (serie TV)
- 1976 : Der Menschenfeind (TV)
- 1976 : Als wär's ein Stück von mir (TV)
- 1977 : Die Ratten (TV)
- 1979 : Kümmert euch nicht um Sokrates (TV)
- 1979 : Derrick, episodio Ein Kongreß in Berlin (serie TV)
- 1980 : Ein Mann von gestern (TV)
- 1981 : Dantons Tod
- 1984 : Michael Kramer (TV)
- 1986 : Die Reise
- 1993 : Der gute Merbach (TV)
- 1993 : Der große Bellheim (TV)
- 1994 : Derrick, episodio Eine Endstation (serie TV)
- 1994 : Die Wildente (TV)
- 1999 : Dr. Robert Schumann, Teufelsromantiker (TV)

## Radio (selección)
- Hamlets Rache. Adaptación de Jürgen Nola, con Fritz Fenne, Günter Lamprecht, Peter Striebeck, Hans Kemmer y Claudia Amm. Deutsche Grammophon Production / Universal Music 2003, ISBN 3-82911-297-1.[5]

## Premios
- 1973 : Premio Albin-Skoda-Ring
- 1974 : Silberne Maske concedida por el Hamburger Volksbühne
- 1976 : Orden del Mérito de la República Federal de Alemania[6]
- 1984 : Medalla de las Ciencias y las Artes de Hamburgo
- 1984 : Placa de la Academia de Artes de Hamburgo
- 1986 : Premio de INTHEGA por su trabajo en Vor Sonnenuntergang
- 1987 : Premio de INTHEGA por Ich bin nicht Rappaport
- 1987 : Deutscher Sprachpreis
- 1992 : Premio de la Cultura y la Paz de Villa Ichon
- 1993 : Verleihung der Goldenen Kamera
- 1994 : Premio Adolf Grimme por Der große Bellheim (junto a Dieter Wedel, Heinz Schubert, Hans Korte y Mario Adorf)
- 1995 : Premio Bambi a su trayectoria
- 1999 : Premio Lew Kopelew